# Hyke Lyklema
Hyke Lyklema (Gorredijk, 14 oktober 2002) is een Nederlands volleybalspeelster. Lyklema kwam in Nederland uit voor Talentteam Papendal. In het buitenland speelde ze voor de Tsjechische club VK Dubla Liberec en het Zwitserse Genève Volley. Sinds 2024 komt Lyklema uit voor het Duitse Ladies in Black Aachen.

## Carrière
Lyklema begon met volleyballen bij de plaatselijke volleybalclub Reva Gorredijk. In haar jeugdjaren kwam ze ook uit voor Impala Leek en GSVV Veracles.  In 2018 sloot Lyklema zich aan bij Talentteam Papendal, waarvoor ze haar debuut maakte in de Eredivisie. In 2021 nam Lyklema met Nederland -21 deel aan het WK -21 in eigen land. Op dit eindtoernooi was Servië in de halve finale te sterk. Een jaar later maakte ze de overstap naar VK Dubla Liberec uit Tsjechië. In het daaropvolgende seizoen kwam Lyklema uit voor het Zwitserse Genève Volley. Met deze club eindigde ze op de vijfde plaats op het hoogste Zwitserse volleybalniveau. In 2024 tekende Lyklema een contract bij Ladies in Black Aachen, waarvoor ze zal uitkomen in de Bundesliga.